# Цытович, Николай Александрович
Николай Александрович Цыто́вич (13 мая [26 мая] 1900 года—26 апреля 1984 года) — советский учёный и педагог в области механики грунтов, геомеханики и инженерной геологии, доктор технических наук (1940), профессор (1943). Член-корреспондент АН СССР (1943). Академик АСиА СССР (1956). Герой Социалистического Труда (1980). Лауреат Сталинской премии второй степени (1950). Заслуженный деятель науки и техники РСФСР (1969).
Н. А. Цытович являлся основоположником инженерного мерзлотоведения, учёным с мировым именем, возглавлявшим долгое время советскую школу механики грунтов и фундаментостроения.

## Биография
Родился 13 мая [26 мая] 1900 года в селе Мхиничи Российской империи (ныне в Краснопольском районе Могилёвской области Белоруссии) в семье сельских учителей.

### Образование
В 1918 году окончил полный курс Мстиславской мужской гимназии. С 1918 по 1921 год на педагогической работе в школах 2-й ступени, работал учителем физики. С 1921 по 1927 год Н. А. Цытович обучался в ЛИГИ, окончив который с отличием, получил специальность инженера-строителя (архитектора). В 1928 году как лучшего выпускника его зачислили аспирантом по кафедре сопротивления материалов ЛИИКС.

### Научно-педагогическая деятельность
Обучаясь в аспирантуре, Н. А. Цытович познакомился с основоположником мерзлотоведения М. И. Сумгиным и при его поддержке организовал при институте Мерзлотную лабораторию грунтоведения и механики грунтов для изучения физико-механических свойств мёрзлых грунтов и льда. В этой лаборатории Н. А. Цытовичем впервые в СССР и в мире были проведены испытания мёрзлых образцов грунта при кратковременных нагрузках и экспериментально доказано, что их сопротивление внешней нагрузке зависит от состава, влажности и температуры.
В 1928 году Н. А. Цытовичем была опубликована первая монография «К вопросу расчёта фундаментов сооружений, возводимых на вечной мерзлоте». В этой работе им была предложена методика расчёта фундаментов различных сооружений, возводимых на мёрзлом основании, и способов их закрепления в многолетнемёрзлых грунтах.
В 1930 году академик В. И. Вернадский и М. И. Сумгин пригласили Н. А. Цытовича в качестве постоянного члена в Комиссию по изучению вечной мерзлоты АН СССР.
В 1931 году Н. А. Цытовичем была защищена диссертация на соискание учёной степени кандидата технических наук на тему: «Распределение напряжений в грунтах и при действии местной неравномерной нагрузки». С 1931 года начал свою педагогическую деятельность в ЛИИКС в должности ассистента на кафедрах теоретической механики и сопротивления материалов, с 1934 года стал доцентом кафедры оснований и фундаментов.
В 1937 году Н. А. Цытовичем совместно с М. И. Сумгиным была написана и опубликована научная работа «Основания механики мёрзлых грунтов», в которой были изложены основы расчёта и конструирования фундаментов на мёрзлых грунтах, были подведены итоги исследований физических и физико-механических свойств мёрзлых грунтов и их взаимодействия с сооружениями, были рассмотрены особенности процессов промерзания горных пород и связанных с ними явлений. Эта работа была переведена на несколько иностранных языков, что во многом подтолкнуло дальнейшее успешное развитие инженерного мерзлотоведения не только в СССР, но и в других странах мира.
В 1940 году по Всесоюзному открытому конкурсу Н. А. Цытович становится профессором кафедры грунтоведения и механики грунтов в ЛГУ имени А. А. Жданова. В 1940 году публикует фундаментальную работу «Механика грунтов» и на специализированном Совете ЛИИЖТ успешно защищает по этой теме диссертацию на соискание учёной степени доктора технических наук с утверждением ВАК СССР.
С 1942 года в период Великой Отечественной войны Н. А. Цытович в воинском звании военного инженера 2-го ранга находился в составе Высшего инженерно-технического училища ВМФ СССР, где работал в должности старшего преподавателя и профессора, где читал курс по механике грунтов и инженерной геологии до 1949 года. В 1943 году приказом ВАК СССР был утверждён в учёном звании профессора. Помимо педагогической работы в период войны Н. А. Цытович выполнял и специальные задания военного командования: в 1943 году перебрасывался через Ладожское озеро в Ленинград и выполнял задание командования в Архангельске, в 1944 году побывал со специальным заданием в Севастополе. Одновременно с преподаванием в военном училище, с 1945 по 1949 год, Н. А. Цытович являлся организатором и первым руководителем кафедры механики грунтов в ЛИСИ.
С 1947 по 1952 год по поручению Президиума АН СССР был организатором и первым председателем Президиума Якутского филиала АН CCCP. В 1945 году, по другим данным в 1949 году, Н. А. Цытовича пригласили на работу в Москву в Институт мерзлотоведения имени В. А. Обручева АН СССР на должность руководителя Центральной научной лаборатории физики и механики мерзлых грунтов и заместителем директора института по научной части. Одновременно с 1951 по 1953 год Н. А. Цытович исполнял обязанности академика-секретаря Отделения геолого-географических наук АН СССР.
Одновременно с научной работой с 1951 по 1984 год Н. А. Цытович являлся руководителем кафедры механики грунтов, оснований и фундаментов в Московском инженерно-строительном институте имени В. В. Куйбышева, был организатором и добился через ГКНТ СССР вопрос о создании при своей кафедре — проблемной научно-исследовательской лаборатории «Теоретическая и прикладная геомеханика в строительстве». Одновременно с 1964 по 1973 год являлся — заведующим лабораторией механики мёрзлых грунтов Всесоюзный институт по сложным основаниям и фундаментам.
31 августа 1956 года Постановлением Президиума Академии наук СССР Н. А. Цытович был включён в первоначальный состав Национального комитета СССР по теоретической и прикладной механике.
С 1957 по 1978 год Н. А. Цытович являлся президентом Национальной ассоциации СССР Международного общества механики грунтов и фундаментостроения, а с 1978 по 1984 год — почётным председателем этой ассоциации, на этом посту он способствовал установлению и укреплению зарубежных научно-технических связей советских учёных, а также признанию советской школы механики грунтов и фундаментостроения.
2 июня 1980 года Указом Президиума Верховного Совета СССР «За большие заслуги в развитии строительной науки, плодотворную научно-педагогическую деятельность и в связи с восьмидесятилетием со дня рождения» Николай Александрович Цытович был удостоен звания Героя Социалистического Труда с вручением Ордена Ленина и золотой медали «Серп и Молот»
В 1943 году за заслуги в становлении инженерного мерзлотоведения и механики грунтов Н. А. Цытович был избран член-корреспондентом АН СССР по отделению геолого-географических наук, а в 1956 году — действительным членом Академии строительства и архитектуры СССР.
Н. А. Цытовичем было опубликовано свыше 400 научных и учебно-методических работ посвящённых механике грунтов, расчётам оснований и фундаментов строительных сооружений, в том числе 25 монографий, большинство из которых переведено на иностранные языки. Некоторые его монографии и учебные пособия неоднократно переиздавались, в частности книга «Механика грунтов. Краткий курс» (1968) переиздавалась трижды (1973, 1979 и 1983). Им была создана научная школа, его учениками было защищено более 60 кандидатских и 20 докторских диссертаций.

### Память

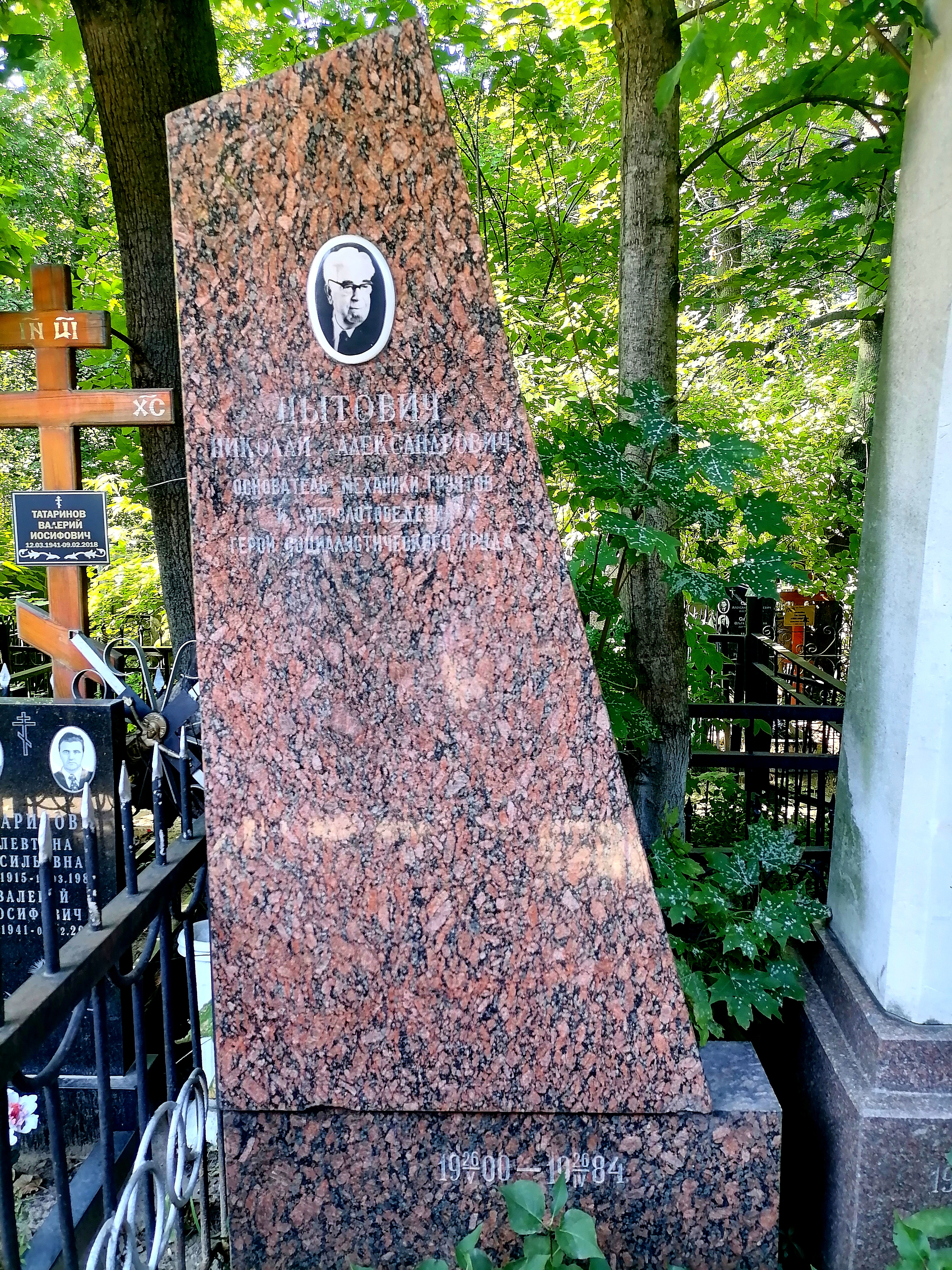
Могила на Введенском кладбище

Скончался 26 апреля, по другим данным 26 августа 1984 года. Похоронен в Москве на Введенском кладбище (2 уч.).

## Награды
- Медаль «Серп и Молот» (2.06.1980)[14]
- Три ордена Ленина[14]
- Орден Октябрьской революции[14]
- Три ордена Трудового Красного Знамени[14]
- Два ордена Красной Звезды (22.5.1945, 10.12.1945)[5]
- Орден «Знак Почёта»[5]
- Медаль «За победу над Германией в Великой Отечественной войне 1941—1945 гг.» (29.11.1945)[16]

### Звания
- Заслуженный деятель науки и техники РСФСР (1969)[3]

### Премии
- Сталинская премия второй степени (1950) — за разработку основ механики мёрзлого грунта[5]

## Семья
Жена: Алла Явейн (1902—?), дочь доктора медицины, профессора Г. Ю. Явейна и врача-эпидемиолога П. Н. Шишкиной-Явейн
Дети:
- Вадим (1929—2015) — советский и российский физик-теоретик, доктор физико-математических наук, профессор, главный научный сотрудник Института общей физики имени А. М. Прохорова РАН. Лауреат Премии им. М. В. Ломоносова АН СССР
- Глеб (1931—2014) — советский и российский архитектор, лауреат премии Совета министров СССР. Заслуженный архитектор России. Главный архитектор комплекса зданий МГУ на новой территории за Ломоносовским проспектом[18][5], похоронен рядом с отцом.